# Александр (Софокл)
«Александр» (др.-греч. Ἀλέξανδρος) — трагедия древнегреческого драматурга Софокла (V век до н. э.) на тему мифов троянского цикла. От её текста сохранились только несколько коротких фрагментов.
Главный герой пьесы — троянский царевич Александр (Парис), который, согласно предсказанию, должен был стать причиной гибели родного города. Из-за этого его сразу после рождения бросили в горах, мальчик был воспитан пастухами, стал судьёй в споре трёх богинь, а позже был опознан братьями и вернулся в семью. Тот же сюжет обработал Еврипид в трагедии «Александр», написанной предположительно после трагедии Софокла.